# Halden (stacja kolejowa)
Halden – stacja kolejowa w Halden, w regionie Østfold w Norwegii, jest oddalona od Oslo Sentralstasjon o 136,64 km. Leży na wysokości 2,8 m n.p.m. Jest ostatnią stacją przed granicą ze Szwecją.

## Ruch pasażerski
Stacja obsługuje połączenia dalekobieżne do Oslo oraz międzynarodowe do Göteborga. Pociągi w obie strony odjeżdżają co godzinę, a ze stacji wyjeżdża 5 międzynarodowych pociągów dzienne.

## Obsługa pasażerów
Wiata, poczekalnia, automat biletowy, parking na 50 miejsc, parking rowerowy, kawiarnia, ułatwienia dla niepełnosprawnych, schowki bagażowe, kiosk, przystanek autobusowy (500 m), postój taksówek.